# マッティア・パシーニ

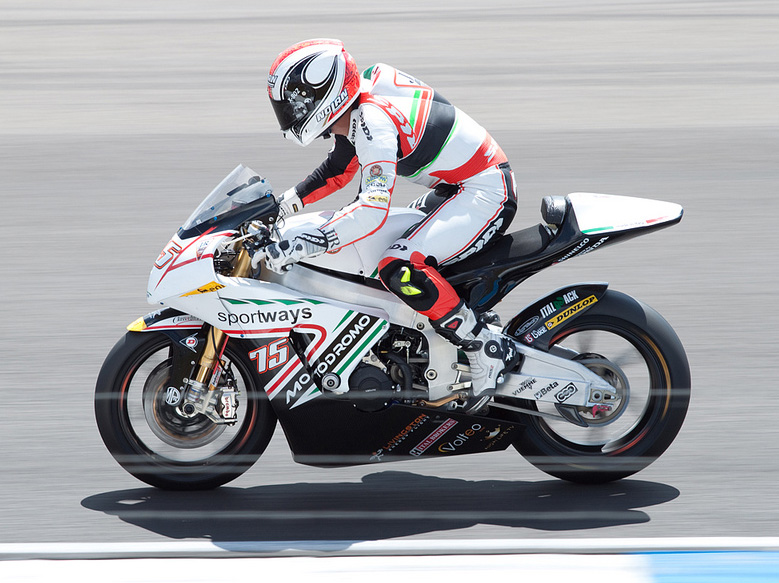
2010年 ダッチTT

マッティア・パシーニ（Mattia Pasini、1985年8月13日 - ）は、イタリア・リミニ出身のオートバイレーサー。

## 経歴

### 125ccクラスデビュー
9歳でレースを始める。イタリア国内選手権、ヨーロッパ選手権で良好な成績を収め、2004年にロードレース世界選手権125ccクラスに、ルーチョ・チェッキネロ率いるチーム・LCRからロベルト・ロカテリのチームメイトとして参戦を開始した。デビューシーズンはランキング15位に入り、ルーキー・オブ・ザ・イヤーを獲得した。第14戦マレーシアGPで予選3番手、決勝7位に入ったのがベストリザルトだった。
翌2005年シーズンはイタリアのサッカー選手フランチェスコ・トッティがスポンサーになった Totti Top Sport チームに移籍した。多くのレースで先頭集団に入る活躍を見せ、第3戦中国GPではGP初優勝を果たす。第6戦カタルニアGPで2勝目を挙げ、この年のシリーズランキングは4位となった。
2006年にはホルヘ・マルチネス率いるアスパー・チームから参戦し、前年と同じくシーズン2勝(第6戦イタリアGP、第10戦ドイツGP)を挙げ、シリーズ4位に入った。
2007年はポラリス・ワールド・チームからの参戦となった。アプリリアの新型マシン、RSA125を駆ることになったが、このマシンは速いものの信頼性に大きな問題を抱え、トップを独走しながらもマシントラブルでリタイヤ、というレース展開を何度も繰り返すことになった。第7戦カタルニアGP、エンジンストールが原因で転倒し、シーズン5回目となるリタイヤを喫した時、激怒したパシーニはマシンを何度も踏みつけた。この行動がチームクルーを奮起させたかどうかは定かではないが、マシンは信頼性を得て第8戦イギリスGP、第9戦ダッチTTとパシーニは連勝。その後も好調を維持してシーズン4勝を挙げたが、序盤戦で失ったポイントは大きく、シリーズランキングは5位に終わった。

### 250ccクラス
2008年は250ccクラスにステップアップ(チームは昨年と同じくポラリス・ワールド)し、開幕戦カタールGPではいきなり優勝という快挙を果たした。序盤5戦で4回表彰台に立つ活躍を見せたが、その後は好調を維持できず、転倒リタイヤが多く完走しても5位以下でのフィニッシュしかできなかった。シリーズランキングは8位に終わったが、ルーキー・オブ・ザ・イヤーを獲得することができた。
2009年はチーム・トスに移籍し、イムレ・トス(チームオーナーの息子)のチームメイトを務めることになった。ウェットレースとなった第5戦イタリアGPではチャンピオンのマルコ・シモンチェリとのバトルを制し、約1年ぶりとなる優勝を果たした。8月にはMotoGPクラスのミカ・カリオの代役候補としてプラマック・レーシングのドゥカティ・デスモセディチのテスト走行をおこなったが、結局パシーニは250ccクラスのタイトル獲得の可能性を優先し、代役参戦は実現しなかった。
第14戦ポルトガルGPを前に、チーム・トスはアプリリアにマシン代金を支払えない状況になり、走行を差し止められてしまった。だがパシーニはトーマス・ルティが所属するエミー・カフェラテチームのボス、ダニエル・エップの援助を得て、新しいチーム「グローバルゲスト」から残りシーズンに参戦できることになった。しかしこのシーズンを通してパシーニは走りに安定性を欠き、5度表彰台に立った一方、8度ものリタイヤを喫してしまった。シリーズランキングは5位に終わった。

### Moto2クラス
2010年、パシーニは1年ぶりにロードレース世界選手権に復帰したJiRチームから、250ccクラス後継のMoto2クラスに参戦を開始したが、第6戦終了後にチームから契約を解除されてしまった。その後はレギュラーシートを見つけることができず、第12戦サンマリノGPにはイタルトランスSTRチームから、第13戦アラゴンGPにはキーファー・レーシングからとスポット参戦をおこなったが、芳しい成績を残すことはできなかった。
2011年シーズンは、元アプリリアのレース部門責任者であるジャンピエロ・サッキが立ち上げた新チーム「イオダレーシング」からMoto2クラスにレギュラー参戦復帰できることとなった。

## ロードレース世界選手権 戦績
- 凡例
- ボールド体のレースはポールポジション、イタリック体のレースはファステストラップを記録。

| シーズン | クラス | バイク     | 1       | 2       | 3       | 4       | 5       | 6      | 7       | 8       | 9       | 10      | 11      | 12      | 13    | 14      | 15      | 16      | 17    | 順位 | ポイント |
| -------- | ------ | ---------- | ------- | ------- | ------- | ------- | ------- | ------ | ------- | ------- | ------- | ------- | ------- | ------- | ----- | ------- | ------- | ------- | ----- | ---- | -------- |
| 2004年   | 125cc  | アプリリア | RSA 13  | SPA Ret | FRA 12  | ITA 8   | CAT 11  | NED 11 | BRA 10  | GER 20  | GBR Ret | CZE 14  | POR 17  | JPN Ret | QAT 9 | MAL 7   | AUS 18  | VAL 11  |       | 15位 | 54       |
| 2005年   | 125cc  | アプリリア | SPA 4   | POR 8   | CHN 1   | FRA     | ITA 4   | CAT 1  | NED 3   | GBR Ret | GER Ret | CZE Ret | JPN 5   | MAL 3   | QAT 9 | AUS 4   | TUR 2   | VAL 3   |       | 4位  | 183      |
| 2006年   | 125cc  | アプリリア | SPA 3   | QAT 4   | TUR 17  | CHN 2   | FRA Ret | ITA 1  | CAT 4   | NED 7   | GBR 3   | GER 1   | CZE 6   | MAL 7   | AUS 3 | JPN 4   | POR Ret | VAL 9   |       | 4位  | 192      |
| 2007年   | 125cc  | アプリリア | QAT Ret | SPA Ret | TUR Ret | CHN 10  | FRA Ret | ITA 6  | CAT Ret | GBR 1   | NED 1   | GER Ret | CZE 2   | SMR 1   | POR 8 | JPN 1   | AUS 7   | MAL 8   | VAL 4 | 5位  | 174      |
| 2008年   | 250cc  | アプリリア | QAT 1   | SPA 2   | POR Ret | CHN 3   | FRA 3   | ITA 5  | CAT 6   | GBR Ret | NED Ret | GER 6   | CZE 7   | SMR Ret | IND C | JPN 8   | AUS Ret | MAL Ret | VAL 9 | 8位  | 132      |
| 2009年   | 250cc  | アプリリア | QAT Ret | JPN 3   | SPA 6   | FRA Ret | ITA 1   | CAT 4  | NED Ret | GER Ret | GBR 3   | CZE 2   | IND Ret | SMR 2   | POR 8 | AUS Ret | MAL Ret | VAL Ret |       | 5位  | 128      |
| 2010年   | Moto2  | モトビ     | QAT 6   | SPA Ret | FRA Ret | ITA Ret | GBR Ret | NED 14 | CAT     | GER     | CZE     | IND     |         |         |       |         |         |         |       | 28位 | 12       |
| 2010年   | Moto2  | スッター   |         |         |         |         |         |        |         |         |         |         | SMR Ret | ARA Ret | JPN   | MAL     | AUS     | POR     | VAL   | 28位 | 12       |